# كرة بونار
كرة بونار في فيزياء الجسيمات (بالإنجليزية: Bonner sphere ) هي عدة كرات مختلفة الحجم تستخدم كعداد لفيض النيوترونات وتستطيع تعيين طيف طاقة النيوترونات . وقد ابتكرت تلك الطريقة في الستينيات من القرن الماضي في جامعة رايس من الفيزيائيين برامبليت ، و جيفينج ، وبونار . واستخدم الفزيائيون عدادا للنيوترونات البطيئة ووضعوه داخل كرات مختلفة الأحجام من مادة مهدئة لسرعة النيوترونات. وعن طريق مقارنة عدد النيوترونات المسجلة لكل كرة يمكن تعيين طاقة النيوترونات بدقة.
ونظرا للطريقة المعقدة التي تتعامل بها النيوترونات مع المادة فيصعب عادة تعيين طاقة أو سرعة النيوترونات بدقة . وتعتبر طريقة بونار لتعيين طيف النيوترونات
واحدة من الطرق القليلة الدقيقة لقياس طيف النيوترونات (سرعات فيض النيوترونات) .
ويمكن استخدام كرة واحدة من كرات بونار تكون مناسبة الحجم لإغراض قياس الجرعات الإشعاعية ، ذلك لأن حساسية العداد سوف تقوم بمهمة تحديد معامل الموازنة الإشعاعي radiation weighting factorعبر نطاق واسع لطاقات النيترونات في الفيض.

## اقرأ أيضا
- عداد نيوترونات
- زيفرت
- مقياس الجرعة
- عداد جسيمات
- غرفة تأين
- عداد نيوترينو
- إشعاع مؤين